# Världstuberkulosdagen

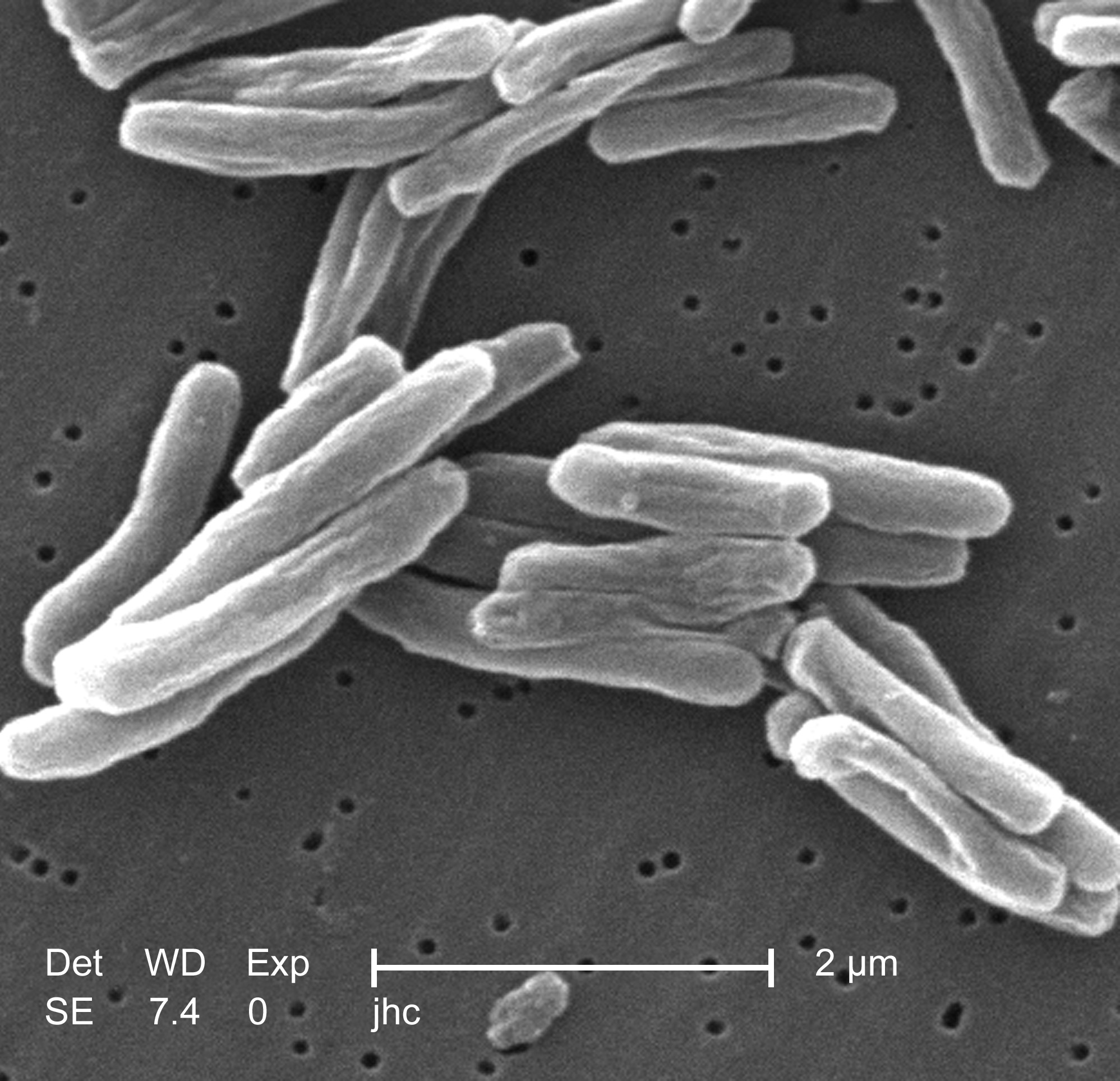
Tuberkelbakterier i stor förstoring.

Världstuberkulosdagen är en av Förenta nationernas internationella dagar. Den  uppmärksammas den 24 mars varje år, som är den dag den tyska läkaren och senare Nobelpristagaren i medicin Robert Koch 
offentliggjorde att han hade identifierat Mycobacterium tuberculosis, den bakterie som orsakar Tuberkulos (TBC). Dagen  initierades av det internationella förbundet mot tuberkulos och lungsjukdomar (IUATLD) 1982 och antogs av FN:s generalförsamling på förslag av WHO år 1996.
Dagen skall öka medvetenheten om TBC i hela världen genom kampanjer med olika teman varje år. WHO beräknar att en tredjedel av jordens befolkning är smittade med  tuberkulos och cirka 10 miljoner insjuknar varje år varav 1,1 miljoner barn. Ungefär 1,5 miljoner dör varje år i sjukdomen.

## Exempel på teman
| År          | Tema                                                                                        |
| ----------- | ------------------------------------------------------------------------------------------- |
| 2025        | Ja, vi kan slut TBC: Hålla, Investa, Leverera (Yes! We can end TB: Commit, Invest, Deliver) |
| 2023 -2024  | Ja, vi kan slut TBC! (Yes! We can end TB!)                                                  |
| 2022        | Investera mot TBC. Spara liv. (Invest to end TB. Save Lives)                                |
| 2021        | Klockan tickar (The clock is ticking)                                                       |
| 2019 - 2020 | Det är dags (It's time)                                                                     |
| 2018        | Sökes: Ledare för en TBC-fri värld (Wanted: Leaders for a TB-free world)                    |
| 2016 - 2017 | Håll ihop mot TBC (Unite to End TB)                                                         |
| 2015        | Växla upp mot TBC (Gear up to end TB)                                                       |
| 2014        | Tre miljoner "saknade" (The "missed" 3 million)                                             |
| 2013        | Utrota TBC under min livstid (Stop TB in my lifetime)                                       |